# Esava Naqeleca
Esava Naqeleca (4 de enero de 1989) es un futbolista fiyiano que juega como defensor en el Amicale FC de Vanuatu.

## Carrera
Jugó entre 2008 y 2009 en el Lautoka FC. En 2010 pasó al Suva FC y viajó en 2011 a Vanuatu para ser parte de la plantilla del Amicale FC.

### Clubes
| Club       | País    | Año               |
| ---------- | ------- | ----------------- |
| Lautoka FC | Fiyi    | 2008 - 2009       |
| Suva FC    | Fiyi    | 2010 - 2011       |
| Amicale FC | Vanuatu | 2011 - actualidad |

### Selección nacional
Naqeleca representó 5 veces a Fiyi.